# Replay (альбом Iyaz)
Replay — дебютный студийный альбом британо-виргинского R&B исполнителя Ийяза, выпущенный в Ирландии 4 июня 2010 года. Альбом был спродюсирован исполнительным продюсером главы лейбла Ийяза Джонатаном Ротемом.

Изначально альбом должен был называться My Life, но Ийяз попросил изменить название и отложить выпуск альбома, чтобы он не конкурировал с дебютным альбомом The Ready Set I’m Alive, I’m Dreaming (2010), который также спродюсировал Ротем. Альбомный главный сингл «Replay» был выпущен 11 августа 2009 года. Второй сингл альбома «Solo» был выпущен 8 февраля 2010 года. «So Big» был выпущен как третий сингл альбома 21 июня 2010 года.

## Список композиций
Слова и музыка всех песен — Iyaz и Джонатан Ротем. Другие исполнители, участвовавшие в создании песен, указаны ниже.
| №   | Название         | Автор(ы)                                                                   | Producer(s)                 | Длительность |
| --- | ---------------- | -------------------------------------------------------------------------- | --------------------------- | ------------ |
| 1.  | «Replay»         | Kisean Anderson Theron Thomas Timothy Thomas J. R. Rotem Jason Desrouleaux |                             | 3:04         |
| 2.  | «Solo»           | Rotem August Rigo Deseouleaux                                              |                             | 3:14         |
| 3.  | «So Big»         |                                                                            |                             | 3:22         |
| 4.  | «OK»             |                                                                            |                             | 3:45         |
| 5.  | «Breathe»        | Rotem                                                                      |                             | 3:40         |
| 6.  | «Heartbeat»      | Rotem David Lewis Doman                                                    | J.R. Rotem David D.A. Doman | 3:23         |
| 7.  | «There You Are»  |                                                                            |                             | 3:37         |
| 8.  | «Stacy»          | Thomas Thomas                                                              |                             | 4:04         |
| 9.  | «Look at Me Now» | Rotem                                                                      |                             | 3:05         |
| 10. | «Friend»         | Dean Martin                                                                |                             | 3:41         |
| 11. | «Goodbye»        | Mynority Jose Aguirre Lopez                                                | Mynority                    | 3:22         |

| №   | Название             | Автор(ы)   | Длительность |
| --- | -------------------- | ---------- | ------------ |
| 12. | «Solo» (music video) | Rotem Rigo | 3:24         |

| №   | Название                                | Автор(ы)                        | Producer (s) | Длительность |
| --- | --------------------------------------- | ------------------------------- | ------------ | ------------ |
| 12. | «Replay» (DJ Suketu’s Call to Dhol mix) | Thomas Thomas Rotem Desrouleaux | DJ Suketu    | 4:20         |

| №   | Название                             | Автор(ы)                                       | Producer (s)   | Длительность |
| --- | ------------------------------------ | ---------------------------------------------- | -------------- | ------------ |
| 12. | «Replay» (remix; featuring Flo Rida) | Thomas Thomas Rotem Desrouleaux Tramar Dillard |                | 3:01         |
| 13. | «Replay» (Donni Hotwheel club mix)   | Thomas Thomas Rotem Desrouleaux                | Donni Hotwheel | 3:15         |
| 14. | «Replay» (Jason Nevins club mix)     | Thomas Thomas Rotem Desrouleaux                | Jason Nevins   | 3:47         |
| 15. | «Replay» (Ruff Loaderz club mix)     | Thomas Thomas Rotem Desrouleaux                | Ruff Loaderz   | 6:26         |
| 16. | «Solo» (Cahill radio mix)            | Rotem Rigo                                     | Cahill         | 3:34         |
| 17. | «Solo» (Dave Audé radio mix)         | Rotem Rigo                                     | Dave Audé      | 3:59         |

## Чарты
| Чарт (2010)                          | Высшая позиция |
| ------------------------------------ | -------------- |
| Бельгия/Фландрия (Ultratop)          | 68             |
| Нидерланды (Album Top 100)           | 61             |
| Greek Albums (IFPI Greece)           | 18             |
| Japanese Albums (Oricon)             | 22             |
| Швейцария (Schweizer Hitparade)      | 35             |
| Великобритания (UK Albums Chart)     | 26             |
| Великобритания (UK R&B Albums Chart) | 8              |

## Даты выхода
| Страна         | Дата         | Лейбл                       |
| -------------- | ------------ | --------------------------- |
| Ирландия       | 4 июня 2010  | Beluga Heights Reprise      |
| Великобритания | 7 июня 2010  | Beluga Heights Reprise      |
| США            | 8 июня 2010  | Beluga Heights Reprise      |
| Япония         | 9 июня 2010  | Beluga Heights Reprise      |
| Бразилия       | 19 июля 2010 | Beluga Heights Warner Bros. |